# Walckenaeria tumida
Walckenaeria tumida är en spindelart som först beskrevs av Crosby och Bishop 1931.  Walckenaeria tumida ingår i släktet Walckenaeria och familjen täckvävarspindlar. Inga underarter finns listade i Catalogue of Life.